# Scatopyrodes angustus
Scatopyrodes angustus là một loài bọ cánh cứng trong họ Cerambycidae.